# Renzo Salvarani
Renzo Salvarani (Parma, 15 aprile 1926 – Parma, 18 ottobre 2021) è stato un imprenditore italiano, fondatore e proprietario per oltre 40 anni della Salvarani, storica azienda di cucine componibili che divenne famosa negli anni 1960 e 1970 in Italia e nel mondo.
Nel 1970 era stato nominato cavaliere del lavoro.

## Biografia
Nel 1939 il padre Gino che fino ad allora abitava a Cervara, piccola frazione del Parmense, allora sotto il comune di Golese, e che sbarcava il lunario facendo vari lavori di manovalanza, si trasferisce con tutta la famiglia a Baganzola, altra frazioncina a sei chilometri da Parma. Renzo Salvarani allora tredicenne ed Emilio di dodici anni, grazie alle loro doti innate, cominciarono, inventandosi falegnami per realizzare i primi mobiletti e camere da letto su commissione. Nel giro di poco tempo Renzo ed Emilio diventano esperti falegnami e riescono, grazie a qualche "macchina inventata" a costruire mobili impiegando metà del tempo dei falegnami più affermati.
Nel 1942 Renzo ed Emilio coinvolgono nella realizzazione delle camere da letto il loro amico Ermes Ghidini che diverrà, nel prosieguo della storia Salvarani, il capofabbrica di un'industria con 3 000 dipendenti. Ermes Ghidini, per Renzo ed Emilio rimarrà sempre come un fratello.
A metà del 1944 Renzo Salvarani raggiunse i partigiani sulle montagne di Parma e ogni attività venne sospesa.  Il nome attribuitogli dal Corpo dei Volontari della Libertà (7ª Brigata Julia S.A.P.)  fu "Neve".
Dopo la fine della guerra nella bottega sotto casa Renzo, Emilio e Ermes Ghidini riprendono l'attività, ma sono anni molto difficili per tutti. La famiglia è numerosa e il padre Gino è pieno di debiti.
Nel 1948 Gino a quarantotto anni emigra in Argentina "in cerca di fortuna" con la speranza di far venire anche la famiglia appena le condizioni lo avessero permesso. Renzo, allora ventiduenne, si assume la responsabilità di capofamiglia. È nel settembre dello stesso anno che Renzo sposa Antonietta Murelli.
Nel 1949 a Colorno, un paese in provincia di Parma, Renzo ed Emilio espongono alla mostra locale una camera da letto completa, vincendo il primo premio.
Alla fine del 1951 Renzo ed Emilio hanno ripianato tutti i debiti del padre.
Nel 1956, dovendo ampliare la superficie per produrre, Renzo Salvarani chiede un fido in banca. Ottiene mezzo milione di lire, pur dovendo trovare quattro firme di avallo. A Renzo ed Emilio nel frattempo si sono affiancati nella conduzione dell'azienda i fratelli Antonio e Gianni.
Nel 1956 Renzo ed Emilio costituiscono la Salvarani F.lli s.n.c.; entrano ufficialmente in azienda i fratelli Antonio, Gianni. Più tardi anche Luigi e Mario entrano e nasce il nuovo marchio.
Nel 1957 nasce la cucina modello "Tradizionale" su brevetto di Antonio.
Nel 1965 Renzo Salvarani costituisce la "SARE", azienda produttrice di complementi d'arredo per il bagno. È l'anno dei grandi successi personali e aziendali. La sua notorietà deriva in buona parte da molte delle sue intuizioni tra cui la sponsorizzazione fortemente voluta del primo concerto dei Beatles in Italia al velodromo Vigorelli di Milano e le partecipazioni vittoriose del Gruppo Sportivo al Giro d'Italia con Vittorio Adorni e al Tour de France 1965 con Felice Gimondi.
Il 14 ottobre 1966 viene nominato dal Presidente della Repubblica Giuseppe Saragat Grande Ufficiale al Merito della Repubblica Italiana. Renzo e i suoi fratelli costituiscono la GERMAL, acronimo dei nomi di battesimo degli stessi. La nuova società si occuperà di arredamento in genere per la casa.
Nel 1968 acquista da Angelo Alinovi la Villa del Ferlaro  e la tenuta circostante composta da 300 ettari di bosco secolare sita tra Collecchio e Sala Baganza. Nello stesso anno fonda l'azienda agricola Montecoppe.
Nel 1969 a Renzo Salvarani viene rinnovata la carica di membro del Comitato direttivo dell'UPI. Lo stesso anno insieme ai suoi fratelli costituisce la Siptea, azienda di trasformazione del pannello di legno.
Il 29 dicembre 1969 il prefetto di Parma E. Zappia propone al Ministero dell'Industria e del Commercio che venga concessa l'onorificenza di Cavaliere del lavoro a Renzo Salvarani per le qualità industriali, commerciali e tecniche dimostrate negli ultimi vent'anni, per la generosità d'animo, le doti morali, la solidarietà umana e il grande attaccamento verso il territorio parmense.
Nel gennaio del 1970 entra a far parte della Commissione Consultiva dell'Unione Parmense Industriali.
ll 2 giugno 1970 viene nominato Cavaliere del lavoro dal Presidente della Repubblica Giuseppe Saragat.
Nel 1975 dona al Consorzio del Parco Regionale dell'Emilia Romagna parecchi ettari di bosco secolare siti nel comune di Collecchio perché ne benefici la comunità.
Il 28 settembre 1976 viene nominato Presidente della Federlegno. Nell'ottobre dello stesso anno Renzo costituisce la "Salvarani Canada" con sede a Toronto. L'inaugurazione viene presenziata dall'allora Presidente del Consiglio Giulio Andreotti.
Nel 1979 Renzo Salvarani e i suoi fratelli cedono le azioni di partecipazione della società all'Industrialfin SpA. Negli anni '80 fonda la Essedue srl dove producono cucine componibili con rappresentante il figlio Claudio; l'azienda fallirà e il figlio si trasferirà in Spagna. Negli anni '90 fonda la Kit Italia srl che produce accessori per l'arredamento a nome del figlio Giovanni; questa fallirà fine degli anni '90. Il Cavaliere si trasferisce in Romania per produrre piccoli accessori in legno e dopo qualche anno rientrerà in Italia.
Renzo Salvarani rimarrà sempre nel settore del mobile, intrattenendo rapporti di lavoro con società nell'ambito della grande distribuzione organizzata.
Muore il 18 ottobre 2021 all'età di 95 anni, dopo un breve ricovero all'ospedale Maggiore di Parma.

## Vita privata
Sposa nel settembre del 1948 Antonietta Murelli (1926), dalla quale avrà tre figli: Luigina (1949), Claudio (1950) e Giovanni (1959).
Appassionato d'arte in genere, in modo particolare di maioliche italiane del '400 e '500, di Liberty e di Art Decò.